# Cmentarz Centralny w Siedlcach
Cmentarz Centralny – zabytkowa nekropolia w Siedlcach, przy ul. Cmentarnej. Historycznie składał się z większej części rzymskokatolickiej i mniejszej prawosławnej, od 1923 r. w całości administrowany przez rzymskokatolicką parafię katedralną w Siedlcach.

## Historia

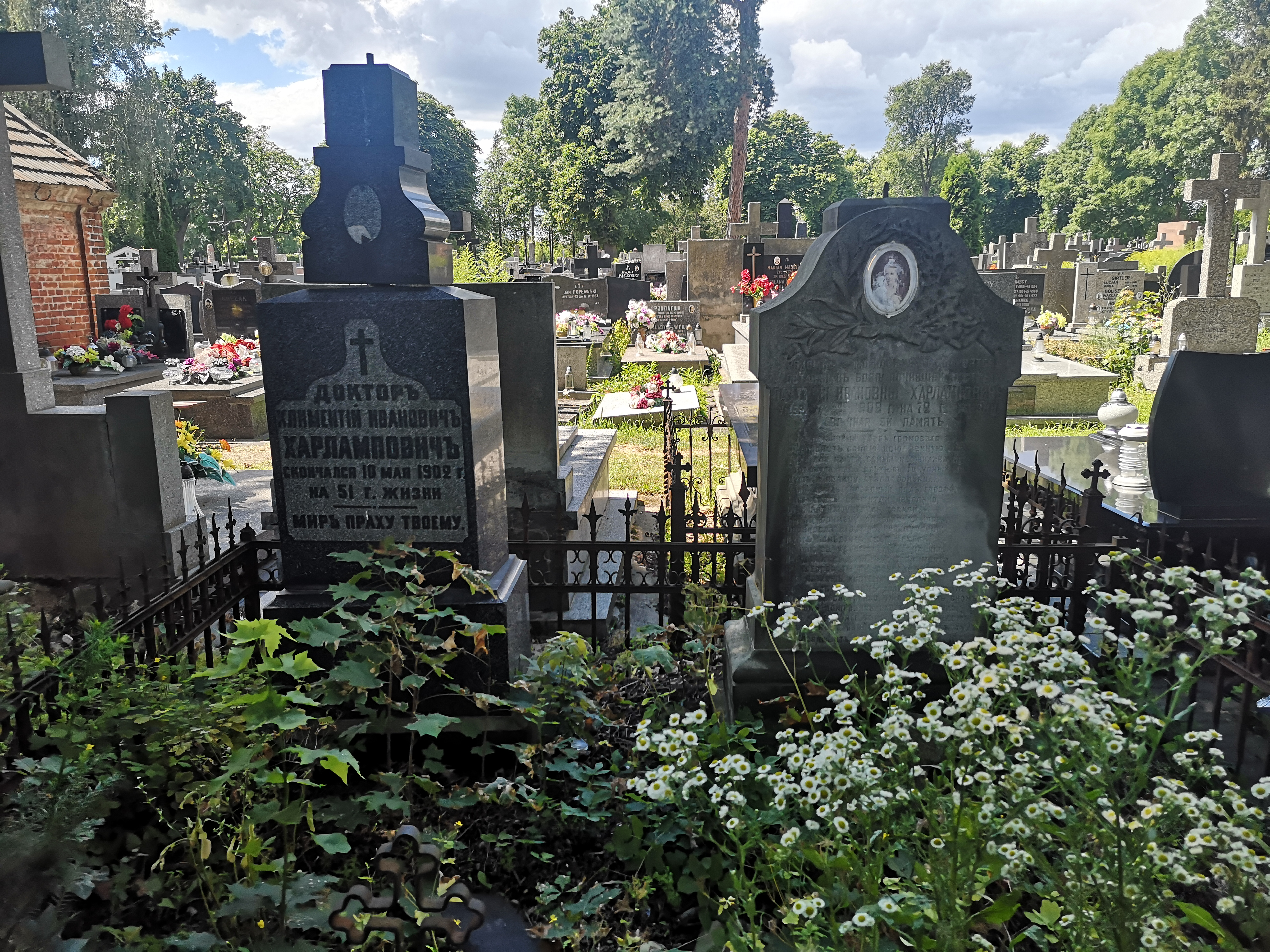
Nagrobki Klimientija i Pauliny Charłamowiczów (pocz. XX w.) w dawnej części prawosławnej cmentarza

Cmentarz został otwarty w 1892 r. Był wówczas położony na północno-zachodnim krańcu zabudowy miejskiej, rozplanowany na planie trapezu. Został podzielony na część rzymskokatolicką (północną) i prawosławną (południową), z tym, że część katolicka była dwa razy obszerniejsza. Odrębna kwatera prawosławna na cmentarzu przestała funkcjonować w 1923 r., gdy w Siedlcach została zlikwidowana parafia tego wyznania, a sobór Świętego Ducha przejął Kościół katolicki. W praktyce już od 1920 r. w części prawosławnej chowano katolików. W 1934 r. cmentarz został powiększony o dodatkowe tereny od strony wschodniej, w 1956 r. po raz kolejny, o dodatkowy teren od zachodu. W 1937 r. cała nekropolia została podzielona na kwatery. 
Na całym terytorium cmentarza zachowało się ok. 90 zabytkowych pomników nagrobnych z końca XIX w. Przetrwało kilkanaście nagrobków prawosławnych z XIX w. i pocz. XX w., jednak ich liczba systematycznie spada.